# Chantal Meek
Chantal Meek (n. 19 decembrie 1978, Kent, Anglia, Regatul Unit) este o caiacistă ce a reprezentat Australia, medaliată olimpică. A participat la 2 ediții ale Jocurilor Olimpice (2004, 2008) în care a câștigat o medalie de bronz.